# Idusa dieuzeidei
Idusa dieuzeidei is een pissebed uit de familie Cymothoidae. De wetenschappelijke naam van de soort is voor het eerst geldig gepubliceerd in 1950 door Dollfus.